# Ríos (apellido)
Ríos es un apellido toponímico muy frecuente en España. Existen varias especulaciones respecto al posible origen del apellido toponímico Ríos. Este pudo haber tenido comienzo en alguna de las numerosas localidades que llevan el nombre de "Ríos" como las de Orense, Badajoz y Jaén. También puede haberse dado el caso de que se originara al pluralizase el apellido Río.

## Origen
Existen varias especulaciones respecto al posible origen del apellido toponímico Ríos. Este pudo haber tenido comienzo en alguna de las numerosas localidades que llevan el nombre de "Ríos" como las de Orense, Badajoz y Jaén. También puede haberse dado el caso de que se originara al pluralizase el apellido Río.
Los registros más antiguos se remontan a los hermanos Fernando y Gonzalvo Goterón, los cuales asistieron en combate a Don Pelayo en la batalla de Covadonga que tuvo lugar en 718 o 722 EC en Covadonga, España. Al haber derrotado al ejército moro entre los ríos Ovia y Devia, adoptaron dicho apellido.
Otras fuentes se refieren a la Casa Real de Asturias como posible origen del apellido. Otras fuentes citan al conde soberano de Castilla, Fernán González  a quien le atribuyen un solar en Navarra donde existen dos lugares llamados Río de Yuso y Río de Suso los cuales podrían haber servido como base del apellido.
Lo cierto y comprobable es que han existido familias apellidadas Ríos desde tiempos muy antiguos en Aragón, Santander, Galicia, León etc. En un censo llevado a cabo en Aragón en 1495 se encontraron en distintas localidades varias familias establecidas con el apellido Ríos.

### Heráldica
Dado que varias de las familias alcanzaron la nobleza, el escudo o blasón de la familia Ríos consistía en un campo de plata con cinco cabezas de serpiente en sinople puestas en sotuer.

### Apellido Ríos en el mundo
Además de España, que es el país europeo con mayor número de familias apellidadas con el toponímico en cuestión, se hallan miles de registros de personas en países de Sudamérica, especialmente Chile y en Norteamérica en Estados Unidos y Alaska.